# Real Cortina

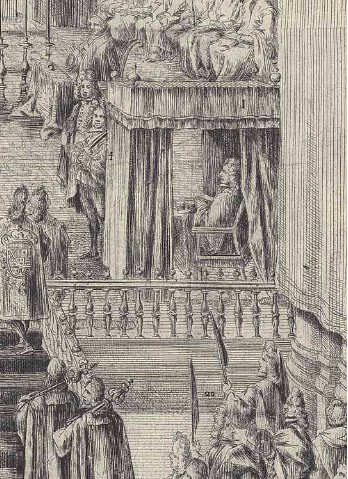
Detalle de un grabado de 1701 en que se muestra la Real Cortina con Felipe V. La ceremonia representada es la Jura del nuevo monarca en la iglesia del Monasterio de los Jerónimos de Madrid.

La Real Cortina (o más sencillamente cortina) era un dosel (u oratorio portátil) cortinado utilizado como elemento ceremonial por los reyes de España en las ceremonias religiosas solemnes.

## Historia
El origen remoto del uso de oratorios cortinados en las ceremonias religiosas puede encontrarse en la corte del Imperio bizantino. El juego de ocultar al soberano entronca con el carácter sagrado o sacramental propio de la monarquía en Oriente.
El antecedente directo de la Real Cortina se encuentra en la corte de los duques de Borgoña. En el complejo protocolo de la corte borgoñona se utilizaba un dosel cortinado durante algunas funciones litúrgicas públicas. Así mismo está documentado el uso de oratorios cortinados en otras cortes bajomedievales europeas como la portuguesa o la escocesa. En la corte castellana se tiene constancia de que en el reinado de los Reyes Católicos, estos oían misa en público en las cortinas reales.
 

De forma tradicional se ha identificado la introducción de esta tradición borgoñona en la corte española se realiza a través de Carlos I de España, nieto de María de Borgoña, heredera del Estado borgoñón. La incorporación de este elemento ceremonial se realiza dentro de la adopción por el monarca español de parte del protocolo borgoñón. Esta asimilación llevaría a la conocida dualidad de existir una casa de Castilla y una casa de Borgoña al servicio del monarca. Los Austrias españoles utilizaron la asistencia a misa en la Real Capilla del Alcázar de Madrid como forma de expresión ceremonial y comunicación con sus súbditos. De esta forma podían asistir en público (utilizando la cortina) o en privado (desde la tribuna situada a los pies de la capilla, conocida también como cancel). Hacia 1600 el misionero y capuchino francés, François de Tours describía como:
el Rey entró en la capilla acompañado de un único guardia y dos pajes. Se colocó sobre un reclinatorio cercano al altar, al lado del Evangelio. Este reclinatorio estaba rodeado de cortinas de damasco, semejantes a las que bordean una cama, y se levantó la cortina. El Rey entró y se dejó caer la cortina y repentinamente dejó de verse al Rey.
En otras ocasiones podía instalarse la cortina para la asistencia del rey a funciones religiosas en lugares no destinados al culto. Al menos en una ocasión la reina utilizó una cortina separada de la del rey. Así mismo, en ocasiones el monarca podía asistir a la cortina llevando consigo a otros príncipes. El honor de asistir con el rey a la cortina era símbolo de gran privilegio y no era concedido a todos los príncipes.
Con el establecimiento de la casa de Borbón en España, Felipe V que utilizó al principio de su reinado la cortina, se abandonó su uso. No obstante, continuaba conociéndose como cortina al dosel únicamente cortinado en su parte posterior y parcialmente a cada lado, que albergaba al monarca en las conocidas como capillas públicas (frente a las ocasiones en que el rey acudía desde el cancel o tribuna).
Desde 1681,  y al menos hasta 1832, las ocasiones en las que el rey asistía a la real capilla se dividían en dos, según el grado de publicidad de la aparición del rey, en ocasiones en que el rey acudía a la cortina o a la tribuna. Las festividades en las que el rey acudía a la cortina según el ceremonial de 1832 eran:  Miércoles de ceniza, Domingo de Ramos, Jueves Santo, Viernes Santo,  Domingo de Resurrección,  Ascensión del Señor,  Domingo de Pentecostés,  Domingo de la Santísima Trinidad,  Octava del Corpus Christi,  Epifanía,  Purificación de la Virgen, Encarnación,  Todos los Santos, Patrocinio de Nuestra Señora e Inmaculada Concepción.
Tras la caída de Alfonso XIII en 1931, cesó el uso del dosel.
Durante el régimen franquista el dosel fue vuelto a utilizar por Franco y su esposa en actos solemnes en la capilla del Palacio Real de Madrid, como la imposición de birretas a cardenales.

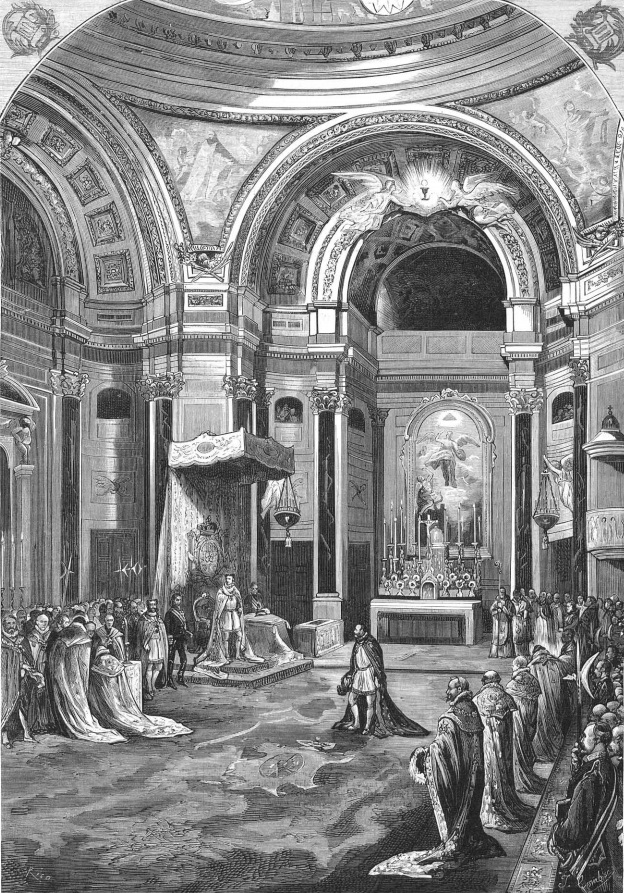
Grabado de 1876 en que se muestra a Alfonso XII bajo el dosel en la capilla del Palacio Real de Madrid

En la actualidad se mantiene en España el uso de un dosel en la capilla del Palacio Real de Madrid y en otros templos cuando el monarca asiste en público a ceremonias religiosas solemnes.

## Descripción
La Real Cortina fue definida por Sebastián de Covarrubias en su Tesoro de la lengua castellana o española, dentro de la palabra cortina:
Los Reyes acostumbran tener en sus capillas, y en las iglesias donde oyen los oficios Divinos unas camas, debajo de las cuales les ponen las sillas y sitiales: y por que se corre una de las cortinas, cuando entra o sale el Rey, o se hace alguna ceremonia, como la confesión, la paz, y las demás;
La cortina se situaba normalmente en el lado del Evangelio de la capilla o iglesia. De forma ordinaria era un dosel de madera de planta cuadrangular cortinado en todos sus lados y en su techo. Como apunta Covarrubias, salvo en algunos momentos litúrgicos solo se encontraba descorrida la cortina correspondiente al lado en el que se encontraba el celebrante.
En ocasiones, las telas que guarnecían la Real Cortina se cambiaban de acuerdo con el color litúgico utilizado para la ceremonia religiosa. Dentro de la Real Cortina se disponían ricas alfombras, sitiales, reclinatorios y escabeles para el monarca.
El encargado de correr y descorrer la cortina para que los asistentes pudieran ver al monarca (hacia los pies de la iglesia o capilla) se denominaba sumiller de cortina. Este cargo era uno de los cargos más relevantes de la Real Capilla junto con otros como pro-capellán mayor o los capellanes de honor.
Desde fecha incierta (aproximadamente el último cuarto del siglo XIX), en las ocasiones en las que estaba manifiesto el Santísimo Sacramento la Real Cortina no se encontraba doselada y cortinada, siendo sencillamente un estrado alfombrado donde se colocaba los sitiales y el reclinatorio vestido para el monarca y su consorte.

### Individuales
1. ↑  Dunod de Charnage, François Ignace (1740). «Chapitre Sixieme. Bâpteme de Mademoiselle Marie de Bourgogne».  En Jean-Baptiste Charmet, ed. Memoires pour servir a l'histoire du comté de Bourgogne (en francés). Besanzón: Jean-Baptiste Charmet. p. 765. Consultado el 2 de agosto de 2021. «En la Chapelle auprès du Choeur de l'Eglise , étoit faie un lit de carreaux de drap d'or».
2. ↑  Ceballos-Escalera y Gila, Alfonso de (2011). «Algo más sobre el sistema premial del Antiguo Régimen: siete privilegios indumentarios por juro de heredad». Emblemata: Revista aragonesa de emblemática (17): 343. ISSN 1137-1056. Consultado el 28 de julio de 2021. «e aquel día de Navidad señaladamente, hayades destar en este día cerca de las nuestras cortinas reales e junto con ellas, oyendo la misa mayor...»
3. ↑  «CANCEL». Diccionario De La Lengua Castellana. Madrid: Por D. Joaquin Ibarra, Impresor de Cámara de S.M. y de la Real Academia. 1783. p. 198-199. Consultado el 5 de marzo de 2021.
4. ↑  «Capilla Real». Patrimonio Nacional. Consultado el 5 de marzo de 2021.
5. ↑  Citado en Castaño Perea, 2007, p. 487
6. ↑  Gascón de Torquemada, Gerónimo (1991). «Julio de 1632». Gaçeta y nuevas de la Corte de España desde el año 1600 en adelante. RAMHG. p. 341. ISBN 9788460078555. Consultado el 26 de septiembre de 2019.
7. ↑  Gascón de Torquemada, Gerónimo (1991). «Agosto de 1632». Gaçeta y nuevas de la Corte de España desde el año 1600 en adelante. RAMHG. pp. 343-344. ISBN 9788460078555. Consultado el 26 de septiembre de 2019.
8. ↑  Pozzo, Cassiano dal (2004). «(Madrid, 23 de junio)». El diario del viaje a España del Cardenal Francesco Barberini. Doce Calles. p. 193. ISBN 84-9744-026-9. Wikidata Q112289317. «que el rey se sentaba, como dijimos, junto a sus hermanos bajo un baldaquino, a mano izquierda de la capilla, con las cortinas cerradas y solo abierta aquella que se encuentra frente al altar.».
9. ↑  Cabrera de Córdoba, Luis (1857). Relaciones de las cosas sucedidas en la corte de España, desde 1599 hasta 1614. Imprenta de J. Martín Alegria. p. 541. Consultado el 12 de octubre de 2019.
10. ↑  Cabrera de Córdoba, Luis (1857). Relaciones de las cosas sucedidas en la corte de España, desde 1599 hasta 1614. Imprenta de J. Martín Alegria. p. 492. Consultado el 12 de octubre de 2019.
11. ↑  Misas de las festiuidades segun el ritual romano á que asiste Su Magestad en su Real Capilla á la cortina, para uso de los Excmos. Sres. Grandes de España. Misas de las festiuidades segun el ritual romano á que asiste Su Magestad en su Real Capilla á la cortina, para uso de los Excmos. Sres. Grandes de España. (Seis volúmenes) 1. Imprenta de la R. Compañía. 1817.
12. ↑  Dias en que su magestad (que Dios guarde) sale a la capilla real publica, o privadamente para assistir en la cortina, o en la tribuna, y la hora en que empieçan en ella los divinos oficios. 1681.
13. ↑  Eusebio Aguado, Impresor de Cámara de S.M. y de su Real Casa, ed. (1832). Tabla de las festividades a las que el Rey N. Señor (que Dios guarde) asiste asi a la cortina como a la tribuna de su Real Capilla de Palacio, y de las que se celebran anualmente en la misma y otras varias de Madrid. Madrid.
14. 1 2  NO-DO (n. º 1157 A) Actualidad Nacional. Franco impone la Birreta al cardenal Herrera Oria.. España: NO-DO.  Escena en 0:18.
15. ↑  «Funeral de Estado por S.A.R. La Infanta Doña Alicia, Duquesa viuda de Calabria, en la Capilla del Palacio Real de Madrid». Sagrada Orden Militar Constantiniana de San Jorge. Consultado el 5 de marzo de 2021.
16. ↑  «Los cuatro Reyes acuden al funeral de don Carlos de Borbón-Dos Sicilias, último infante de España». ¡Hola!. 12 de noviembre de 2015. Consultado el 5 de marzo de 2021.
17. ↑  La transición. Capítulo 10 (Serie documental). España: Radio Televisión Española.  Escena en 27:04. Consultado el 2021.
18. ↑  Covarrubias, Sebastián (1611). «CORTINA». Tesoro de la Lengua Castellana o Española. Madrid: imp. Luís Sánchez. p. 243. Consultado el 5 de marzo de 2021.
19. ↑  Rodríguez Villa, Antonio Rodriguez (1875). Etiquetas de la casa de Austria. Madrid. p. 109-110. Consultado el 5 de marzo de 2021.
20. ↑  Pinedo y Salazar, Julián de (1787). «Capítulo XLIII. Del patrón de la Orden San Andrés Apóstol, y modo de celebrar sus funciones.». Historia de la insigne Orden del Toyson de Oro, dedicada al Rey Nuestro Señor, xefe soberano, y gran maestre de ella 2. Madrid: Imprenta Real. p. 762. Consultado el 5 de marzo de 2021.
21. ↑  España, Isabel II de (1849). «Título III. De los sumilleres de cortina.».  En Aguado, impresor de Cámara de S. M.  y de su Real Casa, ed. Constituciones de la Real Capilla dadas por S.M. la Reina Doña Isabel II y en su Real Nombre el Rey (Q.D.G.) en el Real Sitio de San Ildefonso á 30 de agosto de 1849, siendo Pro-Capellán y Limosnero mayor interino su Capellán de Honor y Predicador el Excmo. Sr. D. Nicolás Luis de Lezo. Madrid.
22. ↑  Albadalejo Martínez, María. «Fasto y etiqueta de la Casa de Borgoña. Breves apuntes sobre su origen y evolución.». IMAGINARTE.